# Meixedo (Viana do Castelo)
Meixedo é uma povoação portuguesa do Município de Viana do Castelo que foi sede da extinta Freguesia de Meixedo, freguesia que tinha 6,09 km² de área e 455 habitantes (2011), e, por isso, uma densidade populacional de 77,4 hab/km².
A Freguesia de Meixedo foi extinta (agregada), pela reorganização administrativa de 2012/2013, tendo o seu território sido integrado na então criada União de Freguesias de Nogueira, Meixedo e Vilar de Murteda. A União de Freguesias de Nogueira, Meixedo e Vilar de Murteda tem 21,94 km² de área e 1 564 habitantes (2011). 
A Freguesia de Meixedo era atravessada pela A27 tendo duas saídas/entradas devidamente identificadas.
Possui várias atividades económicas, entre elas de asseio metalúrgico, confecçōes, restauração, albergues de turismo, manufatura, instalação de equipamentos industriais e sistemas de domótica industrial.
Em 11 de Agosto de 1795, até à extinção dos senhorios, foi integrada na Vila Nova de Lanheses por mercê real a favor de Sebastião Pereira Cirne de Abreu.
Valores Patrimoniais e aspectos turísticos: Igreja paroquial, capelas, cruzeiro, sepulturas antigas, solar da Quinta da Ferreira, moinhos, antigas minas (de tungsténio), percursos equestres... 
Gastronomia: Sarrabulho e cozido à portuguesa.
Artesanato: Tecelagem e mantas de farrapos.
Colectividades:  
- Centro Cultural e Desportivo de Meixedo
- Associação de caça meixedense e vilarmurtense
- Junta de Freguesia de Meixedo

## População
| População da freguesia de Meixedo | População da freguesia de Meixedo | População da freguesia de Meixedo | População da freguesia de Meixedo | População da freguesia de Meixedo | População da freguesia de Meixedo | População da freguesia de Meixedo | População da freguesia de Meixedo | População da freguesia de Meixedo | População da freguesia de Meixedo | População da freguesia de Meixedo | População da freguesia de Meixedo | População da freguesia de Meixedo | População da freguesia de Meixedo | População da freguesia de Meixedo |
| --------------------------------- | --------------------------------- | --------------------------------- | --------------------------------- | --------------------------------- | --------------------------------- | --------------------------------- | --------------------------------- | --------------------------------- | --------------------------------- | --------------------------------- | --------------------------------- | --------------------------------- | --------------------------------- | --------------------------------- |
| 1864                              | 1878                              | 1890                              | 1900                              | 1911                              | 1920                              | 1930                              | 1940                              | 1950                              | 1960                              | 1970                              | 1981                              | 1991                              | 2001                              | 2011                              |
| 521                               | 534                               | 490                               | 487                               | 518                               | 518                               | 448                               | 493                               | 625                               | 553                               | 472                               | 548                               | 492                               | 490                               | 467                               |

| Distribuição da População por Grupos Etários | Distribuição da População por Grupos Etários | Distribuição da População por Grupos Etários | Distribuição da População por Grupos Etários | Distribuição da População por Grupos Etários | Distribuição da População por Grupos Etários | Distribuição da População por Grupos Etários | Distribuição da População por Grupos Etários | Distribuição da População por Grupos Etários | Distribuição da População por Grupos Etários |
| -------------------------------------------- | -------------------------------------------- | -------------------------------------------- | -------------------------------------------- | -------------------------------------------- | -------------------------------------------- | -------------------------------------------- | -------------------------------------------- | -------------------------------------------- | -------------------------------------------- |
| Ano                                          | 0-14 Anos                                    | 15-24 Anos                                   | 25-64 Anos                                   | > 65 Anos                                    |                                              | 0-14 Anos                                    | 15-24 Anos                                   | 25-64 Anos                                   | > 65 Anos                                    |
| 2001                                         | 63                                           | 74                                           | 235                                          | 118                                          |                                              | 12,9%                                        | 15,1%                                        | 48,0%                                        | 24,1%                                        |
| 2011                                         | 65                                           | 44                                           | 228                                          | 130                                          |                                              | 13,9%                                        | 9,4%                                         | 48,8%                                        | 27,8%                                        |